# Исландска противовъздушна отбрана
Исландската противовъздушна отбрана (на исландски: Íslenska Loftvarnarkerfið), съкратено ИПО, е исландска военна институция, част от сформираната през 2008 г. Исландска отбранителна агенция (Varnarmálastofnun Íslands).
Самата противовъздушна отбрана е организирана още през 1987 г. и разполага с 4 радарни станции. Въоръжението включва 40 мм автоматични оръдия „Бофорс“, които са монтирани на патрулните кораби на бреговата охрана.
Основната функция на ИПО за момента е спомагателна дейност за самолетите на НАТО, които летят в района на полярния кръг и Северния ледовит океан.